# بوفورس

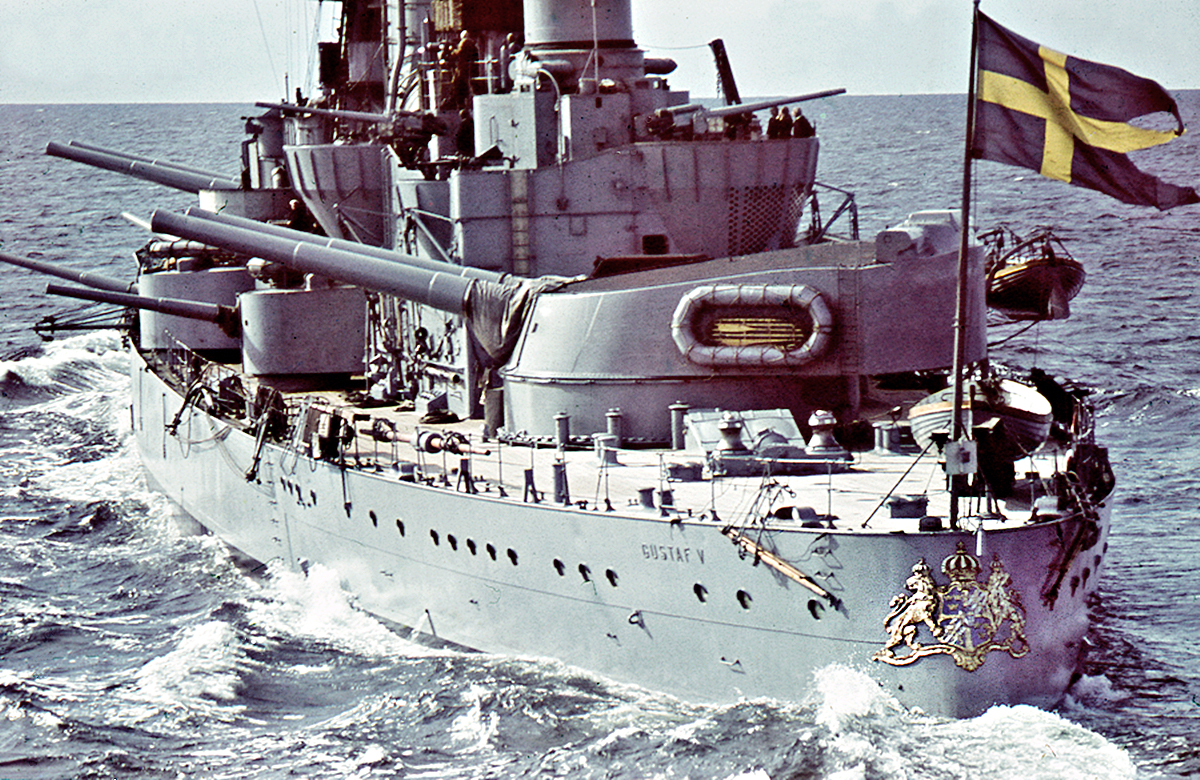
توپ ۲۸۳ میلیمتری بوفورس بر روی یک کشتی دفاع ساحلی سوئدی

بوفورس آ.ب. (Bofors AB) یک شرکت سوئدی اسلحه سازی است. نام این شرکت برای بیش از ۳۵۰ سال با تولید آهن و ساخت توپخانه عجین بوده‌است.

## تاریخچه
این شرکت، واقع در کلسکوگا سوئد، از یک چکش آهنگری به نام بوفورس که به عنوان یک شرکت دولتی سلطنتی در سال ۱۶۴۶ تأسیس شده بود نشات می‌گیرد. ساختار مدرن شرکت در سال ۱۸۷۳ با تأسیس شرکت سهامی Bofors-Gullspång شکل گرفت. به عنوان یک شرکت پیشرو در تولید فولاد در اوایل ۱۸۷۰، این شرکت پس از شروع از استفاده از فولاد تولیدی به روش زیمنس-مارتین (کوره باز) برای تولید تفنگ، وارد تولید جنگ‌افزار شد. اولین گارگاه تولید توپ (جنگ‌افزار) این شرکت در ۱۸۸۴ شروع به کار کرد. مشهورترین مالک بوفورس آلفرد نوبل بود که از سال ۱۸۹۴ تا زمان مرگش در دسامبر سال ۱۸۹۶ مالک این شرکت بود. نوبل همچنین نقش کلیدی در شکل‌دهی این شرکت قدیمی تولید آهن و فولاد به یک شرکت مدرن تولیدکننده توپ و محصولات شیمیایی داشت. شرکت AB Bofors Nobelkrut تولیدکننده باروت، مواد منفجره سایر مواد آلی-شیمیایی در سال ۱۸۹۸ به عنوان یک شرکت زیرمجموعه ایجاد شد. در سال 1911 AB Bofors-Gullspång در رقابت با رقیب سوئدیش در تولید توپ، فینسپانگ پیروز شد و این شرکت را خرید و تعطیل کرد. نام شرکت در سال ۱۹۱۹ به AB Bofors کوتاه شد.

## رسوایی رشوه دهی

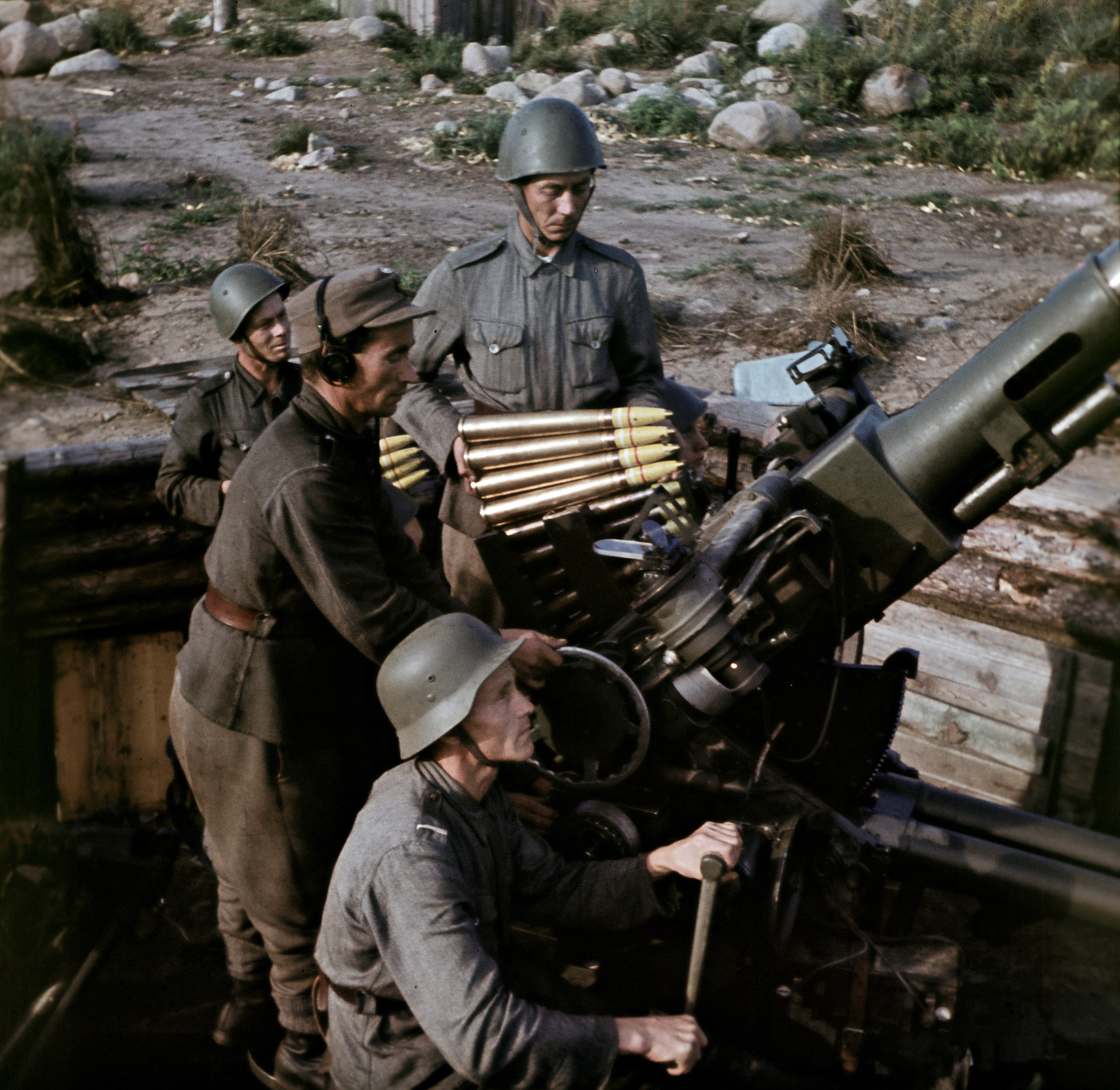
سربازان فنلاندی در حال کار با توپ بوفورس در جنگ جهانی دوم

در سال ۱۹۸۶ دولت هند و بوفورس قراردادی ۲۸۵ میلیون دلاری برای خرید ۴۱۰ توپ ۱۵۵ میلیمتری بستند. در سال ۱۹۸۷ رادیو سوئد فاش کرد که بوفورس حق کمیسیون غیرقانونی (رشوه) به سیاستمداران و مقامات کلیدی ارتش هند پرداخت کرده‌اند. این رسوایی از عوامل شکست دولت راجیو گاندی در انتخابات سه سال بعد بود.

## مالک کنونی
در سال ۱۹۹۹ گروه ساب گروه سلسیوس (Celsius Group) و سپس شرکت مادر آن، بوفورس را خرید. در سپتامبر سال ۲۰۰۰ یونایتد دیفنس اینداستریز (UDI) از ایالات متحده آمریکا بخش اسلحه‌های سنگین بوفورس را خرید اما صنایع موشکی بوفورس در اختیار ساب باقی ماند.
در سال ۲۰۰۵ بی‌ای‌ئی سیستمز یونایتد دیفنس (از جمله زیرمجموعه‌های بوفورس آن) را خرید.

## محصولات

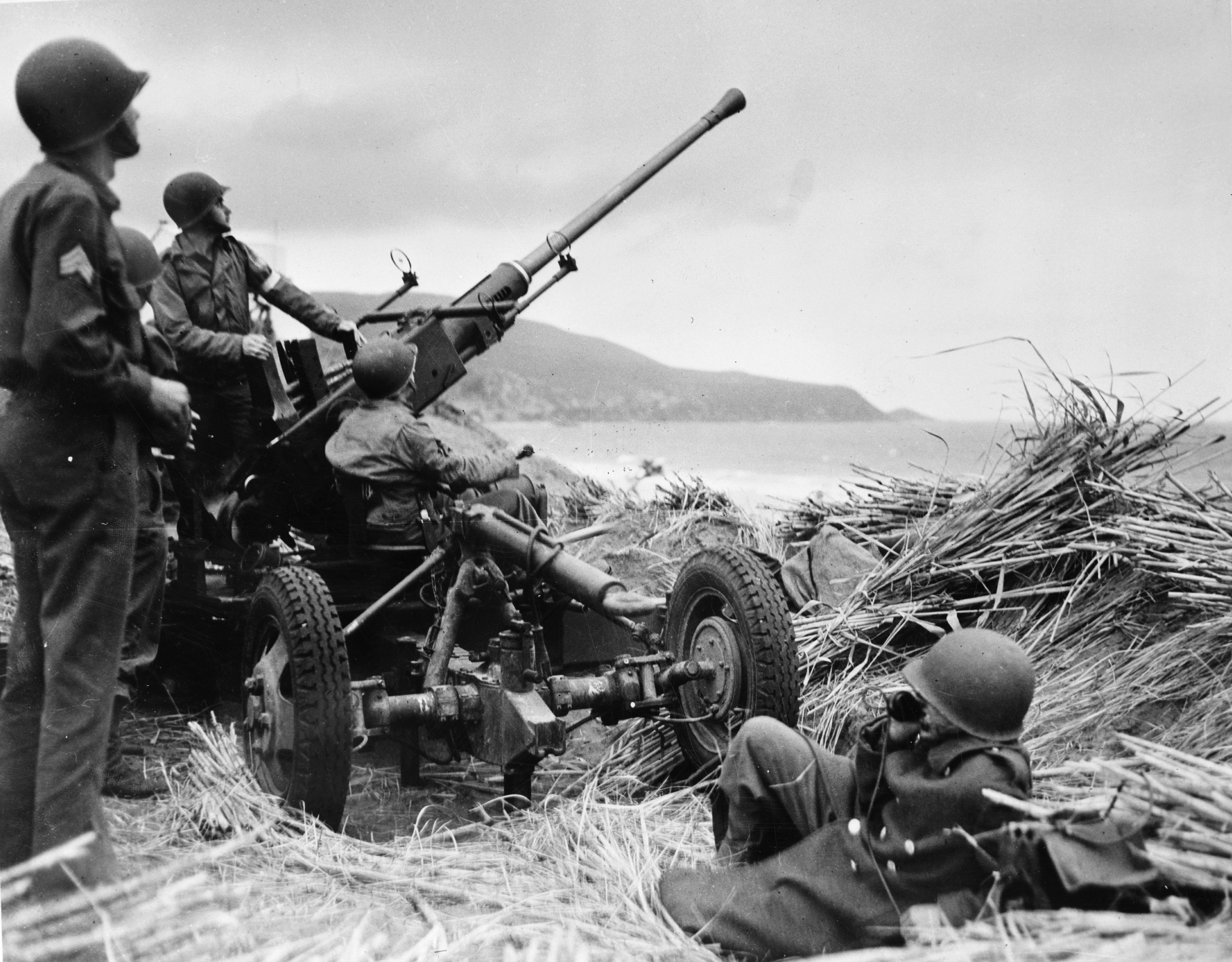
سربازان آمریکایی در حال استفاده از توپ ۴۰ میلیمتری بوفورس در جبهه شمال آفریقا (مدیترانه) در جنگ جهانی دوم.

نام بوفورس قویاً با توپ ضدهوایی ۴۰ میلیمتری گره خورده‌است که در جنگ جهانی دوم از سوی دوطرف درگیر در جنگ استفاده می‌شد. این توپ خودکار که در دریا و زمین استفاده می‌شد به نام توپ بوفورس شناخته می‌شد. شهرت این توپ به حدی بود که توپهای ضدهوایی را به‌طور کلی بوفورس می‌نامیدند. یکی دیگر از شناخته شده توپهای ساخته این شرکت توپ ضدتانک ۳۷ میلیمتری بوفورس بود که کشورهای مختلفی در اوایل جنگ جهانی دوم از آن استفاده کردند و تحت لیسانس در لهستان و ایالات متحده ساخته شد و نیز بر روی تانکهای مختلفی نصب شد.

### توپها
- Bofors 20mm
- Bofors 25mm
- Bofors 37mm
- Bofors 40mm
- Bofors 57mm
- Bofors 120 mm
- Bofors 152 mm
- Bofors 283 mm
- Archer Artillery System

### موشکها
- موشک Bantam
- موشک هدایت شونده ضد تانک BILL 1
- موشک هدایت شونده ضد تانک BILL 2
- آربی اس ۲۳
- آربی اس ۷۰

### سایر محصولات
- راکت انداز Bofors 375 mm
- Bofors HPM Blackout